# 初等函数
初等函数（基本函數）是由常函数、幂函数、指数函数、对数函数、三角函数和反三角函数等经过有限次的有理运算（加、减、乘、除、乘方、开方）及有限次函数复合所产生、并且在定义域上能用一个方程式表示的函数。 
一般来说，分段函数不是初等函数，因为在这些分段函数的定义域上不能用一个解析式表示。
初等函数的全体对算术运算、复合和微分（求导）是封闭的，但对求极限、无穷级数以及积分不封闭。只有刘维尔函数（初等函数及其积分）的全体对积分才是封闭的。
此外，部分初等函数不是整函数，或者在复数域上是多值函数。

## 名称来源
之所以称这些函数为“初等函数”或“基本函数”（法语：fonction élémentaire），需要从微分代数的角度考虑。尽管“初等函数”这个概念最初是由约瑟夫·刘维尔引入的，但目前的通行定义是由约瑟夫·里特给出的：
一个微分域{\displaystyle F}，定义为某一个域{\displaystyle F_{0}}再加上一个函数对函数的映射{\displaystyle u\rightarrow f(u)}。其中，{\displaystyle f(u)}满足以下条件：
{\displaystyle f(u+v)=f(u)+f(v)}{\displaystyle f(uv)=uf(v)+vf(u)}且该域内的任意常数{\displaystyle C}都满足{\displaystyle f(C)=0}。
在以上定义满足时，一个函数{\displaystyle u}被称为{\displaystyle F}上的初等函数，当且仅当该函数至少满足以下三者之一：
- 是{\displaystyle F}上的代数函数；
- 是{\displaystyle F}上的指数性函数，意即{\displaystyle f(u)=uf(a),a\in F}；
- 是{\displaystyle F}上的对数性函数，意即{\displaystyle f(u)={\frac {f(a)}{a}},a\in F}。

## 常函数
称{\displaystyle f(x)=C}为常数函数，其中C为常数，它的定义域为{\displaystyle (-\infty ,\infty )}。

## 幂函数
称形如{\displaystyle f(x)=Cx^{r}}的函数为幂函数，其中C, r为常数。幂函数的定义域与r的值有关，但是不管r取何值，该函数在{\displaystyle (0,+\infty )}上总有意义。

## 指数函数
称形如{\displaystyle f(x)=a^{x}}的函数为指数函数，其中a是常数，{\displaystyle a>0}且{\displaystyle a\neq 1}。该函数的定义域为{\displaystyle (-\infty ,+\infty )}，值域为{\displaystyle (0,+\infty )}

## 对数函数
称形如{\displaystyle y=\log _{a}x\!}的函数为对数函数，其中{\displaystyle a>0}且{\displaystyle a\neq 1}，是指数函数{\displaystyle y=a^{x}}的反函数。该函数定义域为{\displaystyle (0,+\infty )}，值域为{\displaystyle (-\infty ,+\infty )}

## 三角函数

### 正弦函数
称形如{\displaystyle f(x)=\sin x}的函数为正弦函数，它的定义域为{\displaystyle (-\infty ,+\infty )}，值域为{\displaystyle [-1,1]}，最小正周期为{\displaystyle 2\pi }。

### 余弦函数
称形如{\displaystyle f(x)=\cos x}的函数为余弦函数，它的定义域为{\displaystyle (-\infty ,+\infty )}，值域为{\displaystyle [-1,1]}，最小正周期为{\displaystyle 2\pi }。

### 正切函数
称形如{\displaystyle f(x)=\tan x}的函数为正切函数，它的定义域为{\displaystyle \{x|x\neq k\pi +{\frac {\pi }{2}},\,k\in \mathbb {Z} \}}，值域为{\displaystyle (-\infty ,+\infty )}，最小正周期为{\displaystyle \pi }。

### 余切函数
称形如{\displaystyle f(x)=\cot x}的函数为余切函数，它的定义域为{\displaystyle \{x|x\neq k\pi ,\,k\in \mathbb {Z} \}}，值域为{\displaystyle (-\infty ,+\infty )}，最小正周期为{\displaystyle \pi }。

### 正割函数
称形如{\displaystyle f(x)=\sec x}的函数为正割函数，它的定义域为{\displaystyle \{x|x\neq k\pi +{\frac {\pi }{2}},\,k\in \mathbb {Z} \}}，值域为{\displaystyle (-\infty ,-1]\cup [1,+\infty )}，最小正周期为{\displaystyle 2\pi }。

### 余割函数
称形如{\displaystyle f(x)=\csc x}的函数为余割函数，它的定义域为{\displaystyle \{x|x\neq k\pi ,\,k\in \mathbb {Z} \}}，值域为{\displaystyle (-\infty ,-1]\cup [1,+\infty )}，最小正周期为{\displaystyle 2\pi }。

## 其它常见初等函数

### 双曲函数
双曲正弦函数：{\displaystyle y=\sinh x={\frac {e^{x}-e^{-x}}{2}}}

双曲余弦函数：{\displaystyle y=\cosh x={\frac {e^{x}+e^{-x}}{2}}}

双曲正切函数：{\displaystyle y=\tanh x={\frac {\sinh x}{\cosh x}}={\frac {e^{x}-e^{-x}}{e^{x}+e^{-x}}}}

### 反双曲函数
反双曲正弦函数：{\displaystyle y=\operatorname {arsinh} \,x=\ln(x+{\sqrt {x^{2}+1}})}

反双曲余弦函数：{\displaystyle y=\operatorname {arcosh} \,x=\ln(x+{\sqrt {x^{2}-1}})}

## 扩展阅读
- Davenport, J. H.: What Might "Understand a Function" Mean. In: Kauers, M.; Kerber, M., Miner, R.;  Windsteiger, W.: Towards Mechanized Mathematical Assistants. Springer, Berlin/Heidelberg 2007, p. 55-65. （页面存档备份，存于）